# Belbolla enoplida
Belbolla enoplida is een rondwormensoort uit de familie van de Enchelidiidae.